# Simão da Gama
Simão da Gama (Lisboa, 25 de Julho de 1642 - Lisboa, 5 de Agosto de 1715), religioso português, bispo do Algarve (1685-1703), arcebispo de Évora (1703-1715), descendente de Vasco da Gama por via paterna e de João Gonçalves Zarco por via materna.

## Biografia
Com efeito, era o terceiro filho (segundo varão) de D. Vasco Luís da Gama, 5.º conde da Vidigueira e 1.º Marquês de Nisa (e assim quadrineto do descobridor do caminho marítimo para a Índia) e de Inês de Noronha, filha de Simão Gonçalves da Câmara (3.º Conde da Calheta), e dessa forma hexaneto do primeiro donatário do Funchal.
Destinado à vida religiosa por não ser filho primeiro, cursou filosofia e teologia na Universidade de Coimbra, instituição da qual chegou a ser reitor (1679-1685). Exerceu também as funções de cónego da Sé de Lisboa, Familiar do Santo Ofício e camareiro-mor do rei D. Pedro II, que o recompensou com o governo da Diocese do Algarve, em 1685.
À frente desta, destaca-se pela protecção e desenvolvimento dos banhos das Caldas de Monchique, na povoação do mesmo nome (1692), no interior da serra algarvia, bem como ainda a desanexação da paróquia de Olhão da de Quelfes, em 10 de Julho de 1695, e a construção da respectiva igreja dedicada a Nossa Senhora do Rosário, prenunciando o grande impulso de desenvolvimento que a freguesia viria a ter ao longo de todo o século seguinte e que culminaria na fundação do concelho em 1808.
Em 19 de Novembro de 1703 foi provido no cargo de arcebispo de Évora, que viria a exercer até à morte; porém, a partir de 31 de Março de 1704, chamado para fazer parte do Conselho de Estado, estabeleceu residência em Lisboa, cidade que não mais voltou a abandonar, governando a sua arquidiocese por meio de vigários-gerais.